# The Amateur
Pour les articles homonymes, voir Amateur (homonymie).
Ne doit pas être confondu avec The Amateurs.
Pour plus de détails, voir Fiche technique et Distribution.
The Amateur est un film américain réalisé par James Hawes, sorti en 2025.
Il s'agit d'une adaptation du roman du même nom de Robert Littell.

## Synopsis
Charlie Heller est un cryptographe de la CIA . Sarah, sa femme part pour un voyage d’affaires à Londres. Avant de partir, elle tente de le convaincre de l'accompagner, mais Charlie refuse, invoquant son travail. À la CIA, Charlie a pour ami l'agent de terrain Jackson O’Brien, nom de code "The Bear", et une source anonyme, surnommée "Inquiline". Les dossiers classifiés transmis par Inquiline révèlent que le directeur du centre d’activités spéciales et le patron de Charlie, Alex Moore, ont déguisé des frappes de drones à motivation politique en attentats-suicides, causant la mort de soldats alliés aux États-Unis et de civils. Plus tard, Charlie est demandé par la directrice de la CIA, Samantha O’Brien, qui l’informe que Sarah a été tuée dans une attaque terroriste.
Charlie en deuil, se sent coupable de la mort de sa femme. En pleine séance de psychothérapie, il déclare se sentir "inutile" et "très en colère". Décidé à venger sa femme, il enquête sur les auteurs de l'attentat et présente bientôt ses résultats à Moore : après une vente d’armes ayant mal tourné, les quatre assaillants ont pris Sarah et d’autres en otage, tuant la jeune femme avant de s’échapper. Charlie identifie les suspects – le criminel biélorusse Mishka Blazhic, l’ex-agent des forces spéciales sud-africaines Ellish, l’ancienne officier du renseignement arménien Gretchen Frank et le cerveau de l'opération et tueur de Sarah,  l'insaisissable Horst Schiller. Mais Moore et son adjoint, Caleb Horowitz, refusent d'intervenir, arguant qu'ils veulent mettre la main sur tout le réseau. Déterminé à venger Sarah, Charlie présente à Moore les documents prouvant sa culpabilité dans les attaques de drones ayant fait des centaines de victimes civiles et alliées, ainsi que sa tentative de les dissimuler. Menaçant de divulguer les informations à des journaux grâce à une sauvegarde qu'il doit neutraliser toutes les 5 heures pour empêcher l'envoi des documents à des journaux, Charlie demande les ressources et la formation spécifique nécessaires pour pouvoir traquer personnellement les quatre assaillants.
Envoyé à l’entraînement avec le colonel Robert Henderson au camp Peary, le timide Charlie excelle dans la fabrication de bombes, mais Henderson déclare qu’il n’est tout simplement pas capable de tuer. Pendant ce temps, fouillant la maison et le bureau de Charlie, Moore et Caleb découvrent un CD qu’il a caché dans le juke-box d’un bar, et se rendent compte qu’il n'y a pas de sauvegarde. Henderson reçoit pour ordre d’éliminer Charlie, mais celui-ci a mis sur écoute Moore grâce aux documents qu’il avait laissés dans le bureau de Moore et a donc pu fuir à temps.
Charlie traque Gretchen à Paris et suit un tutoriel pour entrer par effraction dans son appartement. Il découvre que Gretchen a rendez-vous dans une clinique d’allergie et lui vole un pistolet, mais ne peut pas se résoudre à lui tirer dessus. Hanté par les souvenirs de Sarah, il piège Gretchen dans la clinique en versant du pollen dans l'aération. Charlie exige de connaître l’emplacement de Schiller, mais Gretchen refuse de répondre à ses interrogations. Ne pouvant la laisser mourir, Charlie la libère mais Gretchen s’échappe dans la rue et est mortellement frappée par une camionnette.
Prenant le téléphone de Gretchen, Charlie s’enfuit à Marseille où Henderson le retrouve dans un bar. Mais Charlie déclenche une explosion dans le bar et lui échappe à la faveur de la panique provoquée. Il demande l’aide de son contact Inquiline et est introduit clandestinement à Istanbul, où Inquiline se révèle être la veuve russe d’un ancien officier du KGB assassiné, ayant pris sa place comme source de Charlie. Blazhic est retrouvé dans un hôtel de luxe à Madrid. Pendant ce temps, Samantha apprend que Moore a envoyé Henderson après Charlie, et, se méfiant de son subordonné, déploie son propre agent pour protéger Charlie.
À Madrid, Charlie affronte Blazhic alors qu’il nage dans la piscine du toit de l’hôtel, ayant installé un équipement de plongée sous-marine pour décompresser l’air entre les feuilles de verre de la piscine. Lorsque Blazhic refuse de coopérer, Charlie brise le verre et le fait chuter de 16 étages. Il manque d'être appréhendé par Henderson, qui est attaqué par l’agent de Samantha. Dans la lutte, Henderson est touché par une balle à la jambe mais il réussit à tuer l’agent, et Charlie s’échappe. Caleb se rend compte que Charlie communique avec quelqu’un et localise l’Inquiline. Il envoie une équipe de d'assaut à Istanbul, et Inquiline est tuée alors qu’elle s’enfuit avec Charlie.
Charlie traque Ellish en Roumanie en lui faisant croire qu'il peut lui vendre des missiles et le piège avec un explosif improvisé, l’obligeant à révéler que Schiller opère depuis un navire sur la mer Baltique. Il prend le téléphone d’Ellish et le laisse mourir dans l’explosion. Charlie arrive à Primorsk pour espionner l’opération de Schiller. The Bear tente de lui faire renoncer à ses projets mais Charlie refuse de mettre fin à sa vengeance.
Charlie est capturé et amené à bord du navire de Schiller. Schiller lui offre une arme chargée et la chance de se venger. Au lieu de cela, Charlie le menace de tirer afin de lui faire ressentir ce qu'a ressenti sa femme, puis lui révèle qu’il le fait parler afin de gagner du temps. Entre-temps, il a piraté le navire, le dirigeant vers le golfe de Finlande où Schiller peut être arrêté par la police finlandaise et Interpol. Moore et Caleb sont arrêtés pour leurs opérations non autorisées, et Samantha annonce que l’agence a été purgée. Après avoir reçu la visite de Henderson, Charlie termine la restauration de son avion Cessna, offert par Sarah il y a longtemps, et s'envole.

## Fiche technique
- Titre original : The Amateur
- Réalisation : James Hawes
- Scénario : Ken Nolan et Gary Spinelli, d'après le roman de Robert Littell
- Décors : Sophie Phillips
- Costumes : Suzie Harman
- Photographie : Martin Ruhe
- Montage : Jonathan Amos
- Musique : Volker Bertelmann
- Producteurs : Hutch Parker, Dan Wilson, Rami Malek et Joel B. Michaels
  - Producteur exécutif : JJ Hook
- Sociétés de production : Hutch Parker Entertainment et Joel B. Michaels Productions
- Société de distribution : 20th Century Studios
- Budget : 60 000 000 $
- Pays de production :  États-Unis
- Langue originale : anglais
- Format : couleur - 2.35:1
- Genre : thriller, espionnage, action
- Durée : 124 minutes
- Dates de sortie[1] :
  -  France : 9 avril 2025
  -  États-Unis : 11 avril 2025

## Distribution
- Rami Malek (VF : Alexis Tomassian ; VQ : Xavier Dolan) : Charles « Charlie » Heller
- Rachel Brosnahan (VF : Edwige Lemoine ; VQ : Geneviève Bédard) : Sarah Heller
- Caitríona Balfe (VF : Laura Blanc ; VQ : Véronique Marchand) : Inquiline / Davies
- Michael Stuhlbarg (VF : Jochen Hägele ; VQ : Tristan Harvey) : Horst Schiller
- Holt McCallany (VF : Éric Herson-Macarel ; VQ : Louis-Philippe Dandenault) : Alex Moore, le directeur adjoint de la CIA
- Julianne Nicholson (VF : Odile Cohen ; VQ : Catherine Proulx-Lemay) : Samantha O'Brien
- Laurence Fishburne (VF : Paul Borne ; VQ : Guy Nadon) : Robert « Hendo » Henderson
- Jon Bernthal (VF : Jérôme Pauwels ; VQ : Frédérik Zacharek) : Jackson « The Bear » O'Brien
- Adrian Martinez (VF : Emmanuel Gradi) : Carlos
- Danny Sapani (VF : Daniel Njo Lobé ; VQ : Fayolle Jean Jr.): Caleb Horowitz
- Takehiro Hira : The Professor
- Marc Rissmann (VF : Valentin Merlet ; VQ : Lucien Bergeron) : Mishka Blazhic
- Barbara Probst (VF : elle-même) : Gretchen Frank
- Joseph Millson (VF : Damien Ferrette ; VQ : Nicolas Charbonneaux-Collombet) : Ellish
- Alice Hewkin (VF : Melissa Berard ; VQ : Elisabeth Gauthier Pelletier) : Ali Park
- Henry Garrett : le chef de cabinet
- Marthe Keller : la fleuriste (caméo)

Version française réalisée par la société de doublage Dubbing Brothers, sous la direction artistique de Jean-Philippe Puymartin, avec une adaptation de dialogues d'Igor Conroux ; version québécoise réalisée par la société de doublage Difuze, sous la direction artistique de Maël Davan-Soulas, avec une adaptation de dialogues de Thibaud de Courrèges, Nicolas Bacon et Michèle Lituac.
 Source et légende : version française (VF) sur RS Doublage ; version québécoise (VQ) sur Doublage.qc.ca

## Production

### Genèse, développement et attribution des rôles
Le roman The Amateur de Robert Littell est publié en 1981. Il s'agit d'une transposition d'un scénario qu'il avait écrit pour le cinéma et qui donnera le film L'Homme de Prague de Charles Jarrott. Un projet d'adaptation du roman est évoqué dès 2006, avec Hugh Jackman dans le rôle principal et d'après un scénario d'Evan Katz. En février 2023, Hutch Parker et Dan Wilson sont annoncés à la production pour 20th Century Studios, alors que James Hawes (en) en sera le réalisateur. Le premier rôle revient finalement à Rami Malek, qui officie également comme producteur délégué. En mai 2023, Rachel Brosnahan, Caitriona Balfe, Adrian Martinez, Laurence Fishburne, Holt McCallany et Julianne Nicholson rejoignent la distribution,,.

### Tournage
Le tournage débute à Londres en juin 2023. Les prises de vues se déroulent également dans le sud-est de l'Angleterre, ainsi qu'en France dont notamment des rues de Paris, rue Cardinal-Lemoine où se situe la boulangerie et près de l'hôtel où réside le protagoniste, place Rio de Janeiro, où se trouve la clinique, Marseille  et Martigues et en Turquie,..
La production est stoppée en raison de la grève SAG-AFTRA 2023. Le tournage reprend en décembre 2023,.

## Sortie
La sortie américaine était initialement fixée au 8 novembre 2024. Elle est ensuite repoussée au 11 avril 2025.